# Кулаковский, Платон Андреевич
Плато́н Андре́евич Кулако́вский (1848—1913) — русский учёный-славист, историк, филолог, публицист, общественный деятель.

## Биография
Родился в Поневеже (ныне — Паневежис), в семье священника — настоятеля Казанской церкви и законоучителя городской гимназии, кандидата богословия, протоиерея Андрея Ивановича Кулаковского (1812—1860) и Прасковьи Самсоновны Бренн (1825—1872). Учился в местной гимназии, которую не окончил, поскольку в 1864 гимназия была закрыта, и Кулаковский был переведён в Виленскую гимназию, которую окончил в 1866 с золотой медалью. Поступил на историко-филологический факультет Московского университета. Во время обучения в Московском университете сблизился с И. С. Аксаковым и другими славянофилами.
Окончил Московский университет (1870) со степенью кандидата. 1 июля 1870 года был назначен преподавателем русского языка в мужскую гимназию Владимира, а в декабре переведён на аналогичную должность в 4-ю гимназию Москвы, где трудился с перерывами до 1884 года; В 1876 году истекли 6 лет обязательной службы учителем и Кулаковский, получив годичный отпуск и стипендию, отправился в научную заграничную командировку побывал в Праге, Любляне, Загребе, занимаясь изучением западно-славянской литературы. С этого времени у него установились крепкие связи со многими учёными и общественными деятелями: хорватами Франьо Рачким, Иваном Кукулевич-Сакцинским, словеном Юрчичем, чехом Адольфом Патера и другими.
Вернувшись в Москву, женился на сестре своего товарища по университету В. Ф. Миллера Екатерине Федоровне Миллер. Осенью 1878 года отправился в Сербию, где занимал кафедру русского языка и словесности в сербской Белградской «Великой школе» (1878—1882), предпринимая поездки по Сербии и Болгарии, побывал и в Константинополе. Кулаковский был назначен ординарным профессором в Белград с 1 июля 1878 года, при этом получал жалованье из двух источников: от сербских властей (650 талеров в год) и от российского Министерства иностранных дел (1500 рублей в год). В столицу Сербии он прибыл и приступил к работе в октябре того же года. Его обязанностью перед российскими властями было ежегодно представлять отчёт. Его вклад в распространение русского языка в Сербии кроме лекций включал подготовку и издание учебных пособий (его хрестоматии «Руска читанка» вышла уже в 1879 году), создание при белградской народной читальне отдела русской литературы (на эти цели из России в 1879 году прислано около 400 томов книг), подбор для отправки на обучение в Россию молодых сербов, пропаганда в местных СМИ российской жизни (например, в 1880—1881 годах он опубликовал в белградском журнале «Отацбина» пять писем о русской периодике, об открытии памятника А. С. Пушкину, о смерти Ф. М. Достоевского и т. п.), сообщение информации о Сербии в российские СМИ, участие в различных мероприятиях (например, в открытии в 1880 году памятника российским добровольцам, павшим в Сербии в 1876 году, в городе Алексинац.
За время пребывания в Сербии Кулаковский сблизился с митрополитом Михаилом и другими выдающимися сербскими деятелями. К 1881 году Кулаковский закончил свой труд «Вук Караджич, его деятельность и значение в сербской литературе» за который был удостоен степени магистра славяноведения. За службу в Сербии был награждён орденом святого Станислава II степени.
С 1884 года избран лектором в Императорский Варшавский университет сначала на кафедру лектуры русского языка, а после кончины профессора О. О. Первольфа занял кафедру славяноведения. В 1886—1892 Кулаковский был также редактором «Варшавского дневника». В 1892 году, заняв ответственную кафедру славяноведения, Кулаковский счёл своим долгом отказаться от редактирования «Варшавского дневника».
В 1893 году вновь был командирован в славянские земли, где работал главным образом в Загребе, занимаясь историей хорватского возрождения. В 1894 защитил диссертацию на степень доктора: «Иллиризм. Исследование по истории хорватской литературы периода возрождения». За неё он получил в 1895 году премию А. А. Котляревского.
Приглашенный в 1902 году на должность главного редактора «Правительственного вестника» Кулаковский переносит свою деятельность в Санкт-Петербург. С 1905 года он — чиновник особых поручений IV класса при Министре Внутренних Дел.
Кулаковский являлся членом совета Русского собрания и специалистом по Привисленскому краю и Западной Руси в Русском окраинном обществе. являлся почётным членом Сербской королевской академии наук, Санкт-Петербургского и Болгарского славянских обществ, Холмского Богородицкого братства, членом Совета Императорского общества ревнителей русского исторического просвещения им. Императора Александра III и действительным членом других учёных и национальных обществ.
Преподавал в историко-филологическом и женском педагогическом институтах, и на Высших женских курсах.
С 1907 года занимал должность товарища председателя Санкт-Петербургского Славянского Благотворительного общества и содействовал созыву съезда представителей всех славянских обществ России в 1909 году.
С 1908 по 1911 он состоял главным редактором и руководителем еженедельного журнала «Окраины России», который был его любимым детищем.
Скончался 18 декабря 1913 года в Санкт-Петербурге от рака печени.

## Научно-литературная деятельность
Обе диссертации Кулаковского представляют собой ценный вклад в славяноведение.
Ему принадлежат также:
- «Кратки преглед развиħа руског кеижевног језика» (Београд, 1879);
- «Писма о сувременој руској кеижевности» (журнал «Отаџбина», 1880—1881);
- «Лукиан Мушицкий, очерк из истории сербской литературы» («Журнал Министерства народного просвещения», 1881);
- «Миятович-ħуро Бранковиħ» («Журнал Министерства народного просвещения», 1882);
- «Петровиħ-Граħа за историју краљевяне Србије» (критическая статья, «Журнал Министерства народного просвещения», 1883);
- «Сербия в последние годы» («Русский вестник», 1883);
- «Праздник Славä у сербов» («Русский вестник», 1883);
- Начало русской школы у сербов в XVIII в.: Очерк из истории русского влияния на югославянские литературы // Известия Отделения русского языка и словесности Императорской Академии наук, 1903. — Т. 8. — Кн. 2. — С. 246—311.
- «Очерк истории попыток решения вопроса об едином литературном языке у славян» («Мефодиевский сборник Варшавского университета», 1885)
- Павел Иосифович Шаварик. По поводу столетия со дня рождения // Журнал министерства народного просвещения. 1895. № 299. С. 678—721.

Им написано множество статей, корреспонденции и писем из разных мест славянского мира в «Филологических записках», «Варшавском дневнике», «Русском филологическом вестнике» и в сербских периодических изданиях.

## Основные идеи
Кулаковский не одобрял сербского национализма, хотя хорошо относился к сербам. Он писал: «Патриотизм сербский, конечно, сам по себе похвален, но исключительность сербская, самохвальство…, самодовольство и узость воззрений приводят сербов Княжества к тому, что они теряют значение как зерно, около которого соберется все сербское племя. Я теперь все больше и больше убеждаюсь, что они не создадут никогда цельного государства, и что им не собрать отдельные клочья многострадального сербского племени под своё знамя. „Царство Душана не дает сербам спать“ недавно где-то читал я, и это правда. Не было бы вредно это, если бы этим историческим славным воспоминанием сербы поддерживали свой дух, но беда-то в том, что это историческое воспоминание заставляет их разыгрывать роль, им не подходящую, заставляет их обманывать и нас, и себя, заставляет их больше мечтать и меньше делать».

## Семья
Жена — Екатерина Федоровна Миллер, дочь Федора Богдановича Миллера.
Дети:
- Осип Платонович Кулаковский. Умер в 20-летнем возрасте от туберкулёза[6][11].
- Ольга Платоновна Кулаковская. Умерла в юности от туберкулеза[11].
- Наталья Платоновна Кулаковская, по мужу Муретова (1884—1919)[12].
- Евгения Платоновна Кулаковская (1886—1941)[13][14][15].